# Peter Vermeersch
Pour les articles homonymes, voir Vermeersch.
Peter Vermeersch, né le 25 septembre 1959  à Waregem (Belgique), est un compositeur, clarinettiste et producteur belge.

## Œuvre
Peter Vermeersch est le personnage principal dans plusieurs groupes belges tels que X-Legged Sally (en), A Group et Flat Earth Society. Ses compositions, équilibre entre classique, jazz et pop, sont souvent commandées ou utilisées par des compagnies de danse moderne.
Avec Thierry De Mey, il fonde en 1983 l'ensemble instrumental Maximalist! qui sera dissous en 1989.
En tant que producteur, il a contribué à former le premier album du groupe indépendant le plus important de Belgique, dEUS. En tant que tel, il est l'un des parrains de la scène musicale belge.